# Liponeura cretica
Liponeura cretica is een muggensoort uit de familie van de Blephariceridae. De wetenschappelijke naam van de soort is voor het eerst geldig gepubliceerd in 1974 door Zwick.